# Abtsdorf

Abtsdorf este o comună din landul Saxonia-Anhalt, Germania.